# Baltische Beker 1936
De Baltische Beker van 1936 was de 8e editie van de Baltische Beker. Het toernooi werd gehouden van 29 tot en met 31 augustus 1936 in Letland. Letland werd kampioen.

## Eindstand
| Team     | Gsp | W | G | V | DV | DT | DS | Ptn |
| -------- | --- | - | - | - | -- | -- | -- | --- |
| Letland  | 2   | 2 | 0 | 0 | 4  | 2  | +2 | 4   |
| Estland  | 2   | 1 | 0 | 1 | 3  | 3  | 0  | 2   |
| Litouwen | 2   | 0 | 0 | 2 | 2  | 4  | –2 | 0   |

## Wedstrijden
|                                                  |                                          |       |                            |                                                                           |
| 29 augustus «onderlinge duels» 16:30 uur (UTC+2) | Letland                                  | 2 – 1 | Litouwen                   | JKS-stadions, Riga Toeschouwers: 6.000 Scheidsrechter: Rudolf Eklöw (SWE) |
| 29 augustus «onderlinge duels» 16:30 uur (UTC+2) | Iļja Vestermans 75' Alberts Šeibelis 90' |       | 27' Voldemaras Jaškevičius | JKS-stadions, Riga Toeschouwers: 6.000 Scheidsrechter: Rudolf Eklöw (SWE) |

|                                                  |                                         |       |                    |                                                                           |
| 30 augustus «onderlinge duels» 17:00 uur (UTC+2) | Estland                                 | 2 – 1 | Litouwen           | JKS-stadions, Riga Toeschouwers: 2.000 Scheidsrechter: Rudolf Eklöw (SWE) |
| 30 augustus «onderlinge duels» 17:00 uur (UTC+2) | Georg Siimenson 24' Richard Kuremaa 61' |       | 84' Juozas Gudelis | JKS-stadions, Riga Toeschouwers: 2.000 Scheidsrechter: Rudolf Eklöw (SWE) |

|                                                  |                                                |       |                         |                                                                            |
| 31 augustus «onderlinge duels» 17:30 uur (UTC+2) | Letland                                        | 2 – 1 | Estland                 | JKS-stadions, Riga Toeschouwers: 10.000 Scheidsrechter: Rudolf Eklöw (SWE) |
| 31 augustus «onderlinge duels» 17:30 uur (UTC+2) | Alberts Šeibelis 35' Jānis Lidmanis 41' (pen.) |       | 73' (pen.) Julius Kaljo | JKS-stadions, Riga Toeschouwers: 10.000 Scheidsrechter: Rudolf Eklöw (SWE) |

## Kampioen
| Kampioen 1936    |
| ---------------- |
| Letland 3e titel |